# 風が吹いている
「風が吹いている」（かぜがふいている）は、いきものがかりの楽曲。自身の24作目のシングルとして、エピックレコードジャパンからCDシングル・デジタル・ダウンロードで2012年7月18日に発売された。

## 解説
前作「ハルウタ」から約3か月ぶりに発売された2012年第3弾シングル。初回仕様限定盤には特典として「いきものカード030」が封入されている。
前作に引き続き1曲収録シングルとして発売され、発売価格はタイアップがオリンピック放送のテーマソングで開催地がロンドンであることにちなんで610（ロンドン）円となっている。
本作でシングルでは通算20作目となるオリコンチャートTOP10入りとなった。

## 収録内容
| 全作詞・作曲: 水野良樹、全編曲: 亀田誠治。 |                                   |           |            |                                                              |      |
| #                                          | タイトル                          | 作詞      | 作曲・編曲 |                                                              | 時間 |
| 1.                                         | 「風が吹いている」                | 水野良樹  | 水野良樹   | ストリングス: 交響詩篇さきっぽ絶頂ボンバーStringsグループ'94 | 7:44 |
| 2.                                         | 「風が吹いている -instrumental-」 | 水野良樹  | 水野良樹   |                                                              | 7:44 |
| 合計時間:                                  | 合計時間:                         | 合計時間: | 15:22      |                                                              |      |

## 楽曲解説
1. 風が吹いている
NHKロンドンオリンピック・パラリンピック放送テーマソング。
当シングル発売当時いきものがかりで最も演奏時間の長い曲であり、デモテープを作った水野自身が「気合が入りすぎて暑苦しい」と感じるほどの力作となっている[4]。また、吉岡は歌詞の最初の「時代はいま 変わっていく」の部分に今までにない「重さ」を感じたといい、題名の候補も当初は『時代』であった。また、いきものがかりの曲で出だしがBメロとなっているのはこれが初めてである。
この曲を制作するに当たってはアテネオリンピック（2004年）のNHK放送テーマソングであった「栄光の架橋」（ゆず）をかなり意識したとのことで、水野は「五輪はその時代の象徴。二度と訪れない一瞬を、その時代に生きる人たちで共有できればとの思いを込めた」と語っている[5]。
非常に長い曲であるため、音楽番組や2012年6月7日にNHKホールで行なわれた記者発表では、出だしのBメロや2番をカットしたショートバージョンで披露されている。なお、フルバージョンはオリンピック開幕直前の2012年7月21日に放送されたNHK『SONGS』で披露されている。
PVは「栄光の架橋」と同じく埼玉県熊谷市にある熊谷スポーツ文化公園陸上競技場で撮影されており[注 1]、別々の場所にいる3人（吉岡は屋内練習場、水野はスタンド、山下はロッカールーム）がそれぞれ移動してグラウンドの中心に集まって演奏し、さらにサポートミュージシャンのいるトラックまで移動して演奏するというものである。また、PVとは別にNHKが制作したオリンピック放送宣伝用の映像が存在し、それには池谷直樹が体操選手として鉄棒を演技しているシーンが登場する[7]。
『第54回日本レコード大賞』で4年連続となる優秀作品賞を受賞し[注 2]、12月30日の授賞式では編曲を担当した亀田が前年に引き続きサポートベーシストとして参加した。また、5年連続出場となる『第63回NHK紅白歌合戦』では紅組トリで披露され[注 3]、途中でオリンピックの名場面が挿入されたり、最後で紅組司会の堀北真希・紅組歌手・ゲスト出演したメダリスト[注 4]がバックに集結するという演出が行われた。
初収録がベストアルバムとなっているシングルA面曲で、後発のオリジナルアルバムに収録されたのはこの曲が初めてとなる。

## 収録アルバム
1. 風が吹いている
  - 1stバラード・ベスト・アルバム『バラー丼』にシングルバージョン及びアルバムバージョンとして「風が吹いている -UK recorded version-」を収録。
  - 6thスタジオ・アルバム『I』
  - 2ndベスト・アルバム『超いきものばかり〜てんねん記念メンバーズBESTセレクション〜』